# Festa Major del Camp d'en Grassot i de Gràcia Nova
Festa Major del Camp d'en Grassot i de Gràcia Nova se celebra el final de juny i principi de juliol als barris del Camp d'en Grassot i Gràcia Nova, del districte de Gràcia. La festa major d'aquests dos barris és organitzada per una colla d'associacions de veïns, de comerciants i entitats socials i educatives. Moltes activitats es fan al voltant del Centre Cívic la Sedeta, un dels punts més dinàmics del barri. La festa major hi dura una setmana, amb tota mena d'actes: mostres d'art, àpats populars, balls i concerts i esdeveniments esportius. La cultura popular és representada al barri a través del correfoc, la cercavila gegantera i l'exhibició bastonera.

## Activitats destacades
- Ball de Bastons. L'últim dia de festa major a la tarda, després de fer el darrer àpat comunitari, els Bastoners de Gràcia fan una exhibició.[1]
- Correfoc. El primer divendres de festa major la Diabòlica de Gràcia organitza la tabalada i el correfoc posterior.[1]
- Havaneres. Després de la lectura del pregó, comencen oficialment les celebracions amb un concert d'havaneres acompanyat de rom cremat i coca.[1]
- Cercavila. La gegantona de la Bruixa Violeta celebra la seva diada per la festa major. El dissabte a la tarda fa una cercavila que recorre les escultures més emblemàtiques del passeig de Sant Joan.[1]